# Carl Samuel Hellman
Carl Samuel Hellman, född 7 januari 1841 i Skorpeds församling, död 26 november 1885 i Mo församling, var en svensk präst.
Hellman var son till kyrkoherden i Överkalix församling Lars Isak Hellman och Sofia Johanna Thelaus. Han avlade mogenhetsexamen i Härnösand, blev student vid Uppsala universitet 1865 och prästvigdes i Stockholm den 13 februari 1870. Han blev pastorsadjunkt i Umeå 1870, vice komminister där samma år samt utsågs till fängelsepredikant. Vidare blev han kapellpredikant i Holmsunds kapellförsamling 1871, avlade pastoralexamen 1875 och tillträdde som kyrkoherde i Mo församling 1879.
Han var gift med Johanna Ortman, som var dotter till tulluppsyningsmannen Claes Ortman och Johanna Walander. En son till makarna var museimannen Theodor Hellman.